# جوشاندن

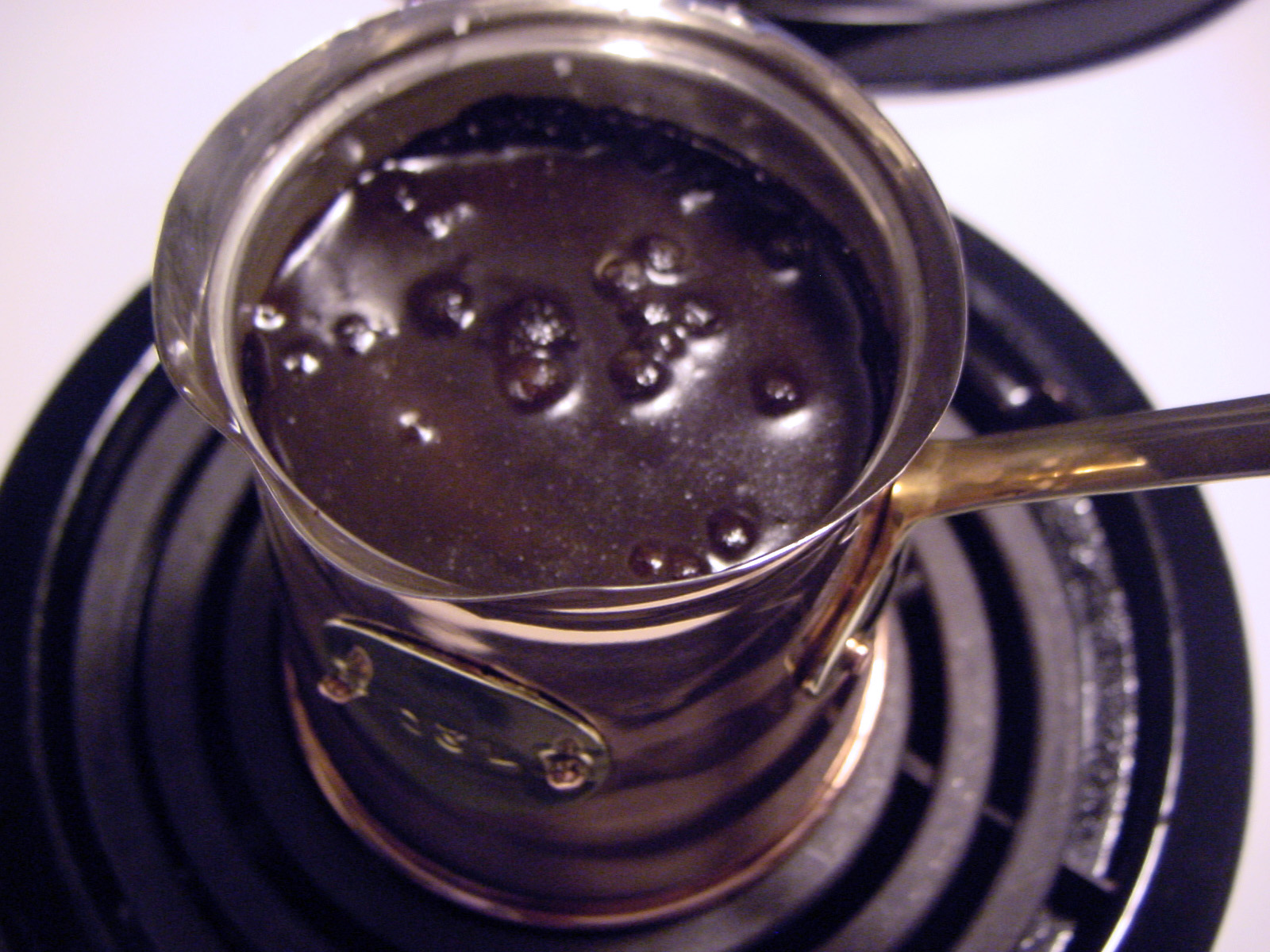
جوشاندن یکی از روش‌های تهیه قهوه ترک است، هر چند امروزه بیشتر از روش آبکشی تهیه می‌شود.

جوشاندن (به انگلیسی: decoction) یکی از روش‌های عصاره‌گیری با استفاده از جوشاندن مواد شیمیایی حل شونده موجود در محصولات گیاهی است. این روش شامل له کردن و جوشاندن در آب برای بدست آوردن روغن‌های ترکیبات شیمیایی ارگانیک و سایر مواد شیمیایی می‌باشد.
جوشانده‌ها و دم کرده‌ها مایعات با خواص شیمیایی متفاوت ایجاد می‌کنند؛ مثلاً دما و طرز تهیه‌های متفاوت منجر به تهیه مواد شیمیایی قابل حل در چربی در روش دم کردن نسبت به جوشاندن می‌شود.
این پروسه را می‌توان بر روی سبزیجات و گوشت هم انجام داد و آبگوشت تهیه کرد، جوشانده همچنان به مایع عمل آمده می‌باشد، هرچند جوشاندن و دم کردن دو پروسه کاملاً متفاوت هستند ولی مایع بدست آمده یا به عبارتی محصول بدست آمده یکسان است.
در دم کردن، جوشاندن خمیری یک روش سنتی است که در آن مقداری از خمیر در یک بشقاب ریخته می‌شود و برای مدتی جوشانده شده و دوباره به خمیر اصلی برگردانده می‌شود تا خمیر را به درجه حرارتی مرحله بعد برساند. در طب گیاهی جوشانده‌ها معمولاً برای استخراج مایعات از مواد گیاهی مثل ریشه‌ها و ساقه‌ها استفاده می‌شود، برای این منظور گیاه را ۸–۱۰ دقیقه می‌جوشانند و سپس صاف می‌کنند